# Ceroplastes magnicauda
Ceroplastes magnicauda är en insektsart som beskrevs av Reyne 1964. Ceroplastes magnicauda ingår i släktet Ceroplastes och familjen skålsköldlöss. Inga underarter finns listade i Catalogue of Life.